# Bóstwa chtoniczne

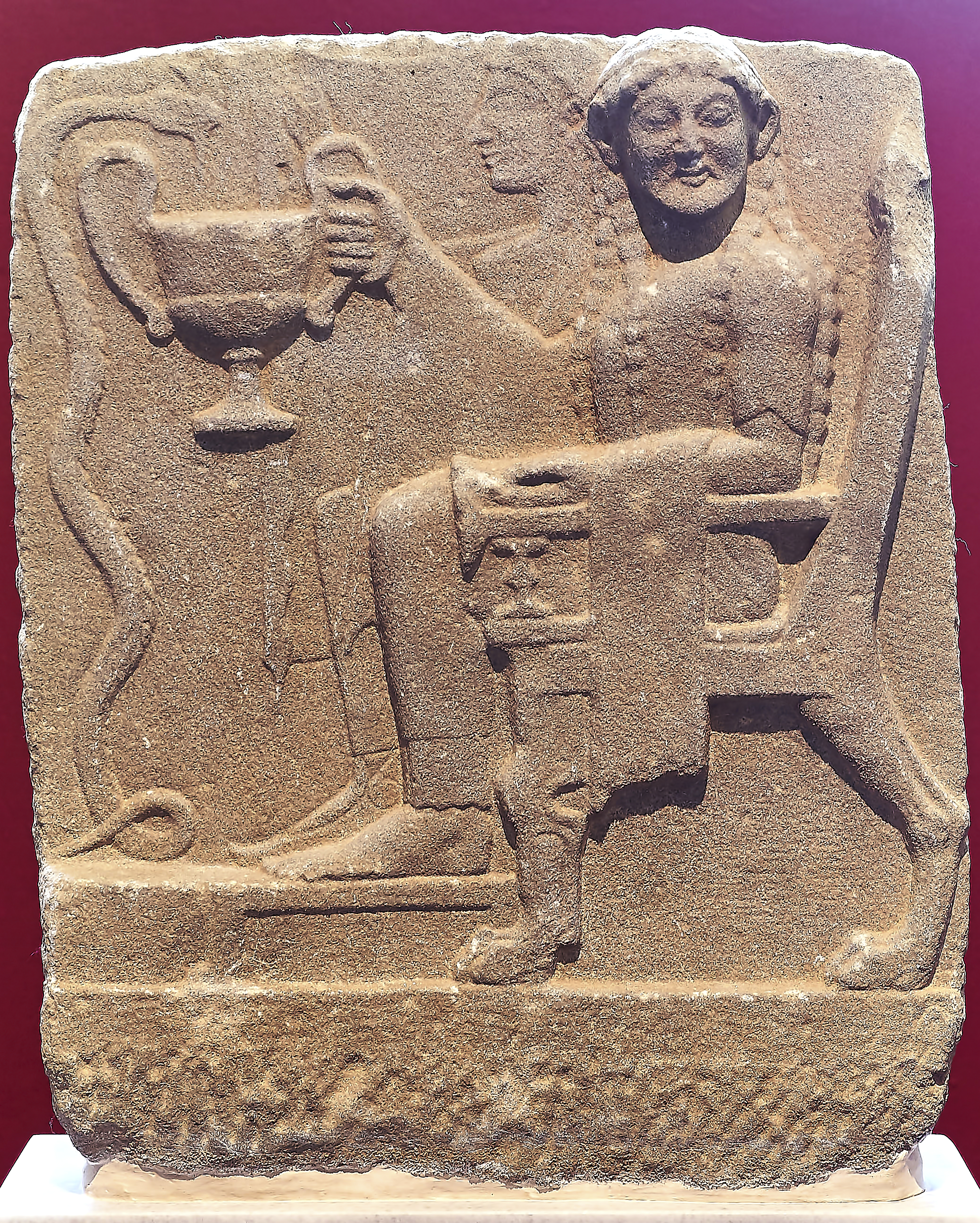
Relief lakoński z przedstawieniem bóstw chtonicznych (2 poł. VI w. p.n.e.)

Bóstwa chtoniczne (gr. χθόνιος chthónios – w, pod, poniżej ziemi, od χθών chthṓn – ziemia; odnoszący się do Ziemi; ziemski; podziemny; zrodzony z ziemi) – typ bóstw tellurycznych czczonych jako bóstwa ciemności i śmierci oraz ziemi i jej płodności (wegetacji roślinnej).
Określenie „chtoniczny” odnosi się do bóstw świata podziemnego lub duchów z zaświatów, występujących zwłaszcza w wierzeniach starożytnych Greków i Rzymian. Kulty chtoniczne znane są jednak w większości religii, gdzie wiążą się ściśle z kultem Matki-Ziemi, z którego prawdopodobnie się rozwinęły. Istotą tego związku jest utożsamienie Ziemi z łonem kobiety: człowiek rodzi się z łona matki-kobiety, aby po śmierci wrócić do łona Matki-Ziemi (śmierć pojmowana jako powrót do „domu”). Podkreśla to nierozerwalny związek narodzin i śmierci, który człowiek uświadomił sobie prawdopodobnie wraz z odkryciem rolnictwa i dostrzeżeniem analogii pomiędzy życiem ludzkim a życiem rośliny – kruchym, lecz nieustannie odradzającym się z łona ziemi.
Naturalne jest powiązanie bóstw chtonicznych zarówno z wegetacją, jak i ze śmiercią. Typowe przykłady tej kategorii bóstw stanowią:
- greckie: Demeter, Persefona, Hades, Ereb, Dionizos, Erynie, Charon, Hekate, Tanatos, Hypnos, Kery, Kabirowie;
- rzymskie: Ceres i Prozerpina, Dis Pater, Veiovis, Orkus, Pluton i Libitina, także many, larwy i lemury;
- etruskie: Voltumna (Veltha);
- celtyckie: Epona, Teutates, Smertos (pośrednio Sucellus, Rosmerta, Nodens) oraz Cucullati i Matrony (symbole płodności, urodzaju, związane także ze śmiercią i światem zmarłych);
- słowiańskie: Nyja, Weles/Wołos.

Niekiedy zalicza się też do nich bóstwa wulkanów i ognia podziemnego (np. rzymskiego Wulkana) wczesne bóstwa mające powiązania z ziemią (np. grecka Gaja).